# Hungry Howie's Pizza
Pour les articles homonymes, voir Howie.
Hungry Howie’s Pizza & Subs, Inc., également connue sous le nom de Hungry Howie’s Pizza, est une chaîne de restauration rapide en franchise dont le siège social est situé dans la banlieue de Détroit, dans l’État du Michigan, aux États-Unis. Spécialisée dans les pizzas, elle est la 11e chaîne du pays, avec plus de 500 franchises.

## Sources
- (en) Cet article est partiellement ou en totalité issu de l’article de Wikipédia en anglais intitulé « Hungry Howie's Pizza » (voir la liste des auteurs).